# Mi tierra (àlbum de Gloria Estefan)
Mi tierra és el nom del tercer àlbum d'estudi i primer realitzat en espanyol gravat per la cantautora cubana-estatunidenca Gloria Estefan. Va ser llançat al mercat sota el segell discogràfic Epic Records el 22 de juny de 1993.
És l'àlbum debut totalment en castellà de la cantant. Amb èxit rotund convertint-se en tot un succés a nivell mundial. Va vendre aproximadament 14 milions de còpies. És el segon disc d'una cantant llatina millor venut només darrere de Selena Quintanilla qui amb Amor prohibido va vendre més de 15 milions de còpies. A Espanya es va convertir en el disc més venut de la cantant amb un milió i als Estats Units en menys de dos mesos va aconseguir el doble disc de platí amb 2.000.000 unitats venudes. Gràcies a aquest disc és nominada al premi Grammy com a millor àlbum tropical tradicional en 1994 el disc va rebre moltes certificacions a nivell mundial debutant en la posició 25 de la Billboard als Estats Units.

## Llista de cançons
| #   | Títol                              | Escriptor(s)                                                 | Duració |
| --- | ---------------------------------- | ------------------------------------------------------------ | ------- |
| 1.  | "Con los años que me quedan"       | Gloria Estefan, Emilio Estefan Jr.                           | 4:37    |
| 2.  | "Mi tierra"                        | Estéfano                                                     | 4:38    |
| 3.  | "Ayer"                             | Juanito R. Márquez                                           | 5:17    |
| 4.  | "Mi buen amor"                     | Estéfano                                                     | 3:50    |
| 5.  | "Tus ojos"                         | Estéfano, Emilio Estefan Jr.                                 | 4:11    |
| 6.  | "No hay mal que por bien no venga" | Israel López, Gloria Estefan, Emilio Estefan Jr., Jon Secada | 5:28    |
| 7.  | "Si señor!..."                     | Juanito R. Márquez                                           | 4:40    |
| 8.  | "Volverás"                         | Gloria Estefan, Rafael Ferro                                 | 3:55    |
| 9.  | "Montuno"                          | Juanito R. Márquez                                           | 4:57    |
| 10. | "Hablemos el mismo idioma"         | Gloria Estefan, Emilio Estefan Jr.                           | 4:45    |
| 11. | "Hablas de mí"                     | Jorge Luis Piloto                                            | 3:40    |
| 12. | "Tradición"                        | Gloria Estefan, Emilio Estefan Jr.                           | 5:21    |

© MCMXCIII. Sony Music Entertainment Inc.

## Posició a les llistes
| Llistes (1993)                           | Millor Posició |
| ---------------------------------------- | -------------- |
| Dutch Top 50 Albums Chart                | 9              |
| Germany Top 50 Albums Chart              | 59             |
| Spain Top 40 Albums Chart                | 1              |
| Swiss Top 100 Albums Chart               | 25             |
| UK Top 75 Albums Chart                   | 11             |
| U.S. Billboard Top 200 Albums            | 27             |
| U.S. Billboard Top Latin Albums          | 1              |
| U.S. Billboard Top Latin Pop Albums      | 1              |
| U.S. Billboard Top Tropical/Salsa Albums | 1              |

## Certificacions
| País          | Certificació        | Vendes    |
| ------------- | ------------------- | --------- |
| Austràlia     | Or                  | 35.000    |
| Països Baixos | Platí               | 100.000   |
| Espanya       | 11x Platí (Diamant) | 1.100.000 |
| Suïssa        | Or                  | 30.000    |
| Regne Unit    | Platí               | 300.000   |
| Estats Units  | 4 Platí             | 4.000.000 |
| Austràlia     | Or                  | 35000     |
| Argentina     | 2 platins           | 120000    |
| Mèxic         | 3 platins           | 750000    |
| Països Baixos | Or                  | 250000    |
| Brasil        | Or                  | 35000     |

## Premis
- Grammy. Millor disc tropical tradicional.
- Premis Ondas 1993[10]